# Церковная соната
Церковная соната (итал. sonata da chiesa) - инструментальное сочинение эпохи барокко, обычно состоящее из четырёх частей. Чаще всего в церковных сонатах имелось несколько мелодий, а части создавались в разных темпах (медленная-быстрая-медленная-быстрая). Вторая часть таких сонат обычно была написана в быстром темпе и имела форму фуги, а третья и четвертая части реализованы как сарабанда или жига.
Бытует ошибочное мнение, что церковные сонаты создавались исключительно для исполнения во время религиозных церемоний. Эти сочинения, хотя и несли в себе также религиозную функцию[какую?], исполнялись чаще всего как концертные пьесы для развлечения.
Одним из наиболее заметных композиторов работавших в этом жанре является Арканджело Корелли (1653–1713). Среди его лучших сочинений можно упомянуть церковную сонату №6, Op.1; посвящённую королеве Швеции, Кристине (1626–1689), проживавшей в Риме. Первые 8 из его 12 кончерто гроссо являются также церковными сонатами. Также данная форма произведения применялась И. С. Бахом в нескольких скрипичных сонатах.
После 1700 года этот тип сонат сменился камерными сонатами (итал. sonata da camera). Церковная соната полностью вышла из моды во времена Йозефа Гайдна (1732–1809), хотя в нескольких его ранних симфониях этот жанр все еще присутствует. Позже В. А. Моцарт создал 17 «церковных сонат», но они были предназначены уже совсем для других целей[уточнить]. Сочинения Моцарта были одночастными произведениями для органа и струнных инструментов, которые исполнялись во время церковных праздников.